# Вакцина West China Hospital проти COVID-19
Вакцина West China Hospital проти COVID-19 — кандидат на вакцину проти COVID-19, розроблений спільно Центром контролю та профілактики інфекційних хвороб провінції Цзянсу, Західнокитайським госпітальним центром та Сичуанським університетом.

## Клінічні дослідження
У серпні 2020 року компанія «WestVac Biopharma» розпочала І фазу клінічних досліджень вакцини «West China Hospital» за участю 168 добровольців у Китаї.
У листопаді 2020 року компанія «WestVac Biopharma» розпочала II фазу клінічних досліджень за участю 960 добровольців у Китаї. У лютому 2021 року «WestVac Biopharma» розпочала клінічні дослідження фази IIb за участю 4 тисяч добровольців у Китаї. Пізніше компанія вирішила не проводити клінічні дослідження фази IIb.
У червні 2021 року компанія «WestVac Biopharma» розпочала III фазу клінічних досліджень за участю 40 тисяч добровольців також і в Індонезії, Кенії та Філіппінах.

### Клінічні дослідження на дітях та підлітках
У серпні 2021 року компанія «WestVac Biopharma» розпочала I—II фази клінічних досліджень за участю 600 дітей та підлітків у віці 6—17 років.